# Sam Rockwell
Samuel Rockwell (ur. 5 listopada 1968 w Daly City) – amerykański aktor filmowy i telewizyjny. Zdobywca Oscara za najlepszą rolę drugoplanową w filmie Trzy billboardy za Ebbing, Missouri.

## Życiorys

### Wczesne lata
Urodził się w Daly City, w stanie Kalifornia jako jedyne dziecko pary aktorskiej – Penny Hess (z domu Penelope Ann Hess) i Pete’a Rockwella. Jest pochodzenia niemieckiego, irlandzkiego, angielskiego i holenderskiego. Dwa lata po jego narodzeniu, jego rodzina przeprowadziła się do stanu Nowy Jork, mieszkali najpierw w Bronksie, a następnie na Manhattanie. Kiedy miał pięć lat, jego rodzice rozwiedli się; zamieszkał razem z ojcem w San Francisco, a z matką widywał się tylko podczas wakacji w Nowym Jorku. W 1978, mając 10 lat, zadebiutował w spektaklu, w którym jego matka zagrała rolę Ingrid Bergman.
Już jako młody nastolatek pił alkohol i palił marihuanę. Uczęszczał do szkoły średniej J. E. McAteer High School, objętej programem edukacji artystycznej.

### Kariera
W wieku 20 lat wystąpił po raz pierwszy w filmie, był to horror Victora Salvy Dom klaunów (Clownhouse, 1988), którego producentem był Francis Ford Coppola. Po ukończeniu dwuletniego Studium Aktorskiego Williama Espera w Nowym Jorku, trafił na srebrny ekran w telefilmach: ABC Ponad normę (Over the Limit, 1990), Śmiertelnie pijany (Dead Drunk, 1993) i serialu HBO Życiowe opowieści: Rodzina w kryzysie (Lifestories: Families in Crisis, 1992).
Po kinowej roli Trenta w dramacie Psi trawnik (Lawn Dogs, 1997), która przyniosła mu nagrodę na festiwalach filmowych w Montrealu i Sitges, w środowisku hollywoodzkim zyskał opinię cenionego aktora charakterystycznego. Za postać prezentera telewizyjnego Chucka Barrisa, ex-płatnego zabójcy pracującego na zlecenie CIA w biograficznej komedii kryminalnej George’a Clooneya Niebezpieczny umysł (Confessions of a Dangerous Mind, 2002) odebrał Srebrnego Niedźwiedzia dla najlepszego aktora na 53. festiwalu filmowym w Berlinie oraz nominację do Satelity dla najlepszego aktora w filmie dramatycznym.
Za rolę w filmie Trzy billboardy za Ebbing, Missouri (2018) otrzymał liczne nagrody, m.in.
- Oscara w kategorii najlepszy aktor drugoplanowy,
- nagrodę BAFTA w kategorii najlepszy aktor drugoplanowy,
- Złoty Glob w kategorii najlepszy aktor drugoplanowy,
- Nagroda Gildii Aktorów Ekranowych w kategoriach najlepszy aktor drugoplanowy oraz najlepszy zespół aktorski,

Za rolę prezydenta George’a W. Busha w filmie Vice (2019) był nominowany do Oscara, nagrody BAFTA, Złotego Globu oraz Nagrody Gildii Aktorów Ekranowych za najlepszą rolę drugoplanową.

### Życie prywatne
Spotykał się z Saritą Choudhury (2000) i Giną Bellman (2004). Od 2007 jest w związku z aktorką Leslie Bibb.

## Filmografia

### Filmy fabularne
- 1988: ''Dom klownów'' (Clownhouse) jako Randy
- 1989: Przeklęty Brooklyn (Last Exit to Brooklyn) jako Al
- 1990: Wojownicze Żółwie Ninja (Teenage Mutant Ninja Turtles) jako Head Thug
- 1991: Strictly Business jako Gary
- 1992: In the Soup jako Pauli
- 1992: Piekielna noc (Happy Hell Night) jako młody Henry Collins
- 1992: Margines życia (Light Sleeper) jako Jealous
- 1992: Jack i jego przyjaciele (Jack and His Friends) jako Louie
- 1994: Gdzie jest jednooki Jimmy? (The Search for One-eye Jimmy) jako jednooki Jimmy
- 1994: Pokochać kogoś (Somebody to Love) jako Polak
- 1995: Pijacy (Drunks) jako Tony
- 1996: Mercy jako Matty
- 1996: Basquiat – Taniec ze śmiercią (Basquiat) jako Thung
- 1996: Ostatni dzwonek (Glory Daze) jako Rob
- 1996: Box of Moonlight jako The Kid
- 1996: Bad Liver & a Broken Heart jako Broken Heart
- 1997: Arresting Gena Gena jako Sonny
- 1997: Lawn Dogs jako Trent
- 1998: Sejfmeni (Safe Men) jako Sam
- 1998: Jerry i Tom (Jerry and Tom) jako Jerry
- 1998: The Call Back jako Alan
- 1998: Celebrity jako Darrow Entourage
- 1998: Louis & Frank jako Sam
- 1999: Sen nocy letniej (A Midsummer Night's Dream) jako Francis Flute
- 1999: Zielona mila (The Green mile) jako William „Wild Bill” Wharton
- 1999: Kosmiczna załoga (Galaxy Quest) jako Guy Fleegman
- 2000: Aniołki Charliego (Charlie’s Angels) jako Eric Knox
- 2001: Skok (Heist) jako  Jimmy Silk
- 2001: D.C. Smalls jako Piosenkarz karaoke
- 2001: Pretzel jako Sam
- 2001: Ustawieni (Made) jako recepcjonista hotelowy
- 2001: Wielka Miłość (Big Love) jako Nate
- 2002: Niebezpieczny umysł (Confessions of a Dangerous Mind) jako Chuck Barris
- 2002: Witamy w Collinwood (Welcome to Collinwood) jako Pero
- 2002: 13 Księżyców (13 Moons) jako Rick
- 2002: Running Time jako Ścigany
- 2003: Naciągacze (Matchstick Men) jako Frank Mercer
- 2004: Piccadilly Jim jako Jim Crocker
- 2005: Autostopem przez Galaktykę (The Hitchhiker's Guide to the Galaxy) jako Zaphod Beeblebrox
- 2005: The F Word jako Jeremy
- 2006: Śnieżne anioły (Snow Angels) jako Glenn
- 2007: Zabójstwo Jesse’ego Jamesa przez tchórzliwego Roberta Forda (The Assassination of Jesse James by the Coward Robert Ford) jako Charley Ford
- 2007: Joshua jako Brad Cairn
- 2008: Udław się (Choke) jako Victor Mancini
- 2008: Frost/Nixon jako James Reston Jr.
- 2009: Moon jako Sam Bell
- 2009: Wszyscy mają się dobrze (Everybody's Fine) jako Robert Goode
- 2009: Bilet do innego świata (The Winning Season) jako Bill
- 2009: Załoga G (G-Force) jako Darwin (głos)
- 2009: Gentlemen Broncos jako Bronco/Broncanuss
- 2010: Wyrok skazujący (Conviction) jako brat Betty
- 2010: Iron Man 2 jako Justin Hammer
- 2011: Kowboje i obcy (Cowboys & Aliens) jako Doc
- 2011: Facet do dziecka (The Sitter) jako Karl
- 2012: 7 psychopatów  (Seven Psychopaths) jako Billy Bickle
- 2013: Czysty strzał (A Single Shot) jako John Moon
- 2013: Najlepsze najgorsze wakacje (The Way Way Back) jako Owen
- 2014: Niech żyje król (All Hail the King) jako Justin Hammer
- 2014: Romans na haju (Better Living Through Chemistry) jako Douglas Varney
- 2014: Życie nie gryzie (Laggies) jako Craig Hunter
- 2015: Pan Idealny (Mr. Right) jako pan Right / Francis
- 2015: Poltergeist jako Eric Bowen
- 2017: Trzy billboardy za Ebbing, Missouri (Three Billboards Outside Ebbing, Missouri) jako oficer Dixon
- 2018 Vice jako George W. Bush[11]
- 2019 Najlepsi wrogowie (The Best of Enemies) jako C.P. Ellis
- 2019:  Jojo Rabbit jako kapitan Klenzendorf
- 2019: Richard Jewell jako Watson Bryant

### Filmy TV
- 1990: Over the Limit jako Jason
- 1997: Subway Stories: Tales from the Underground jako jedzący mężczyzna

### Seriale TV
- 1992–1993: Prawo i porządek (Law & Order) Randy Borland
- 1993: Dead Drunk jako Kevin Tunnell
- 1995: Pete i Pete (The Adventures of Pete & Pete) jako Teddy
- 1997: Książę ulicy (Prince Street) jako Donny Hanson
- 2019: Fosse/Verdon jako Bob Fosse
- 2025: Biały Lotos 3 (The White Lotus 3) jako Frank